# Ceratina chalcites
Ceratina chalcites ist eine Biene aus der Familie der Apidae.

## Merkmale
Die Bienen haben eine Körperlänge von 11 bis 13 Millimetern. Der Körper der Weibchen ist metallisch blau bis blaugrün gefärbt, häufig ist der Kopf, das Mesonotum und die Calli schwarz. Die Stirnplatte (Clypeus) und die Schienen (Tibien) sind an der Basis weiß gefleckt, selten auch die Calli. Das Mittelfeld des Propodeums ist kurz, eingedrückt und runzelig. Das Dreieck des Stutzes ist glänzend. Das zweite Sternit hat mittig einen schwachen Buckel. Die Männchen sehen den Weibchen ähnlich, es ist aber häufig auch ihr Labrum weiß gefleckt und das zweite Sternit hat einen kantigen Höcker. Das siebte Tergit ist zu einer Spitze ausgezogen. 

## Vorkommen und Lebensweise
Die Art ist in Südeuropa und der Türkei verbreitet. Die Tiere fliegen im Mittelmeerraum von April bis Oktober. Die sehr wärmeliebende Art sammelt Pollen an verschiedenen Pflanzenfamilien. Welche Kuckucksbienen die Art parasitieren, ist nicht bekannt. 

## Belege
Felix Amiet, M. Herrmann, A. Müller, R. Neumeyer: Fauna Helvetica 20: Apidae 5. Centre Suisse de Cartographie de la Faune, 2007, ISBN 978-2-88414-032-4.